# Domnine (roman)
Pour les articles homonymes, voir Domnine.
 (avril 2012).
Si vous disposez d'ouvrages ou d'articles de référence ou si vous connaissez des sites web de qualité traitant du thème abordé ici, merci de compléter l'article en donnant les références utiles à sa vérifiabilité et en les liant à la section « Notes et références ».
Domnine est un roman de Paul Arène publié en 1894.

## Résumé
À Rochegude (04), la femme de Médéric est morte en accouchant. Médéric pense à Civadone, dite Domnine, son ancienne maitresse, mariée au vieux Trabuc. Il retrouve aussi Marthe, connue à Tunis. Trabuc tue Domnine alors qu'elle le trompe avec Médéric.